# DaRiva
DaRiva je hrvatski glazbeni sastav iz Dubrovnika.

## Povijest sastava
Glazbeni sastav DaRiva osnovan je 1996. godine u Dubrovniku. Osnivači sastava su Nano Vlašić i Giorgio Baranac. DaRiva je osnovana u namjeri da se nastavi rad kultnog dubrovačkog rock sastava Toboggan koji je djelovao 1980-ih. 
Prvi album sastava DaRiva bio je "Vrtuljak" u izdanju diskografske kuće Orfej. Istoimena pjesma s ovoga albuma bila je uvodna pjesma izbora za Miss Hrvatske.
Drugi album "Na vrhu i na dnu", također u izdanju Orfeja, rasprodan je odmah po izlasku. S toga albuma je snimljeno sedam video spotova u realizaciji kuće Plavi film. Redatelji spotova su bili Zoran Pezo i Zoran Happ. Najveći hit ovog albuma bila je obrađena pjesma "Rano, ranije" glazbenog sastava Magazin, koja je u izvedbi DaRive u više navrata emitirana na svim radijskim i televizijskim postajama.
Dvije godine zaredom sastav DaRiva je nastupao na Hrvatskom radijskom festivalu, a nastupali su i na festivalima "Mostar fest" i pulskim "Danima estrade i medija". Pjesma Kasno je s kojom je DaRiva nastuplia na Hrvatskom radijskom festivalu objavljena je 2001. godine na duplom albumu festivala. Godine 2001. DaRiva je nastupila na Melodijama Mostara i zajedno s klapom Subrenum izvela pjesmu Lijepo naše. Osim navedenog gostovali su u svim zabavno glazbenim emisijama Hrvatske radiotelevizije. Zadnji festivalski nastup sastava DaRiva bio je na "Mostar fest"-u sa skladbom "Uvik sam".
Glazbeni sastav DaRiva je pred završetkom novoga albuma koji snima dijelom u vlastitom tonskom studiju u Dubrovniku, a dijelom u studiju Radio Dubrovnika.

## Članovi sastava
- Nano Vlašić (autor pjesama, gitara i vokal)
- Giorgio Baranac (autor pjesama, vodeći vokal, klavijature)
- Bobo Rajačić (bubnjevi)
- Antonio Deranja (bas-gitara i vokal)
- Nenad Stefanov (gitara i vokal)

## Diskografija
- 1997. - Vrtuljak
- 1999. - Na vrhu i na dnu